# Carlo Rubbia
Carlo Rubbia (ur. 31 marca 1934 w Gorycji) – włoski fizyk, laureat nagrody Nobla w dziedzinie fizyki.

## Życiorys
Po ukończeniu szkoły średniej studiował fizykę na Scuola Normale w Pizie. W roku 1958 rozpoczął pracę badawczą na Columbia University w Laboratorium Nevis, gdzie zdobył doświadczenie i zapoznał się z budową i działaniem akceleratorów cząstek.
Około 1960 roku powrócił do Europy, zainteresowany nowo założonym ośrodkiem naukowo-badawczym CERN, gdzie pracował nad eksperymentami dotyczącymi struktury słabych oddziaływań. W 1970 został mianowany profesorem fizyki na Uniwersytecie Harvarda, jednak mimo to kontynuował częste podróże do Europy. W 1976 roku zasugerował dostosowanie supersynchrotronu protonowego, należącego do CERN-u, do zderzeń protonów z antyprotonami, zachodzących w jednym kręgu, i tym samym powstanie pierwszej na świecie „fabryki antyprotonów”. Zderzacz rozpoczął działanie w 1981 roku, a w 1983 został „wyprodukowany” bozon W. Kilka miesięcy później udało się zaobserwować nawet „bardziej ulotne” cząstki Z.
W kolejnym roku (1984) Carlo Rubbia oraz Simon van der Meer otrzymali Nagrodę Nobla w dziedzinie fizyki. Był to jeden z najkrótszych w historii przedziałów czasowych pomiędzy dokonaniem odkrycia a przyznaniem nagrody.
Carlo Rubbia wykładał również na włoskim Uniwersytecie w Pawii i był konsultantem Romano Prodiego do spraw energetyki. Jest członkiem honorowym wielu towarzystw naukowych, została mu dedykowana planetoida (8398) Rubbia. W uznaniu zasług 30 sierpnia 2013 roku został mianowany przez prezydenta Giorgio Napolitano dożywotnim senatorem.
Od roku 1991 jest również członkiem zagranicznym PAN (Wydział III). 10 listopada 1993 roku został odznaczony Krzyżem Komandorskim Orderu Zasługi Rzeczypospolitej Polskiej.